# Dinalupihan
Dinalupihan ist eine philippinische Stadtgemeinde in der Provinz Bataan. Sie hat 106.371 Einwohner (Zensus 1. August 2015).

## Baranggays
Dinalupihan ist politisch unterteilt in 47 Baranggays.

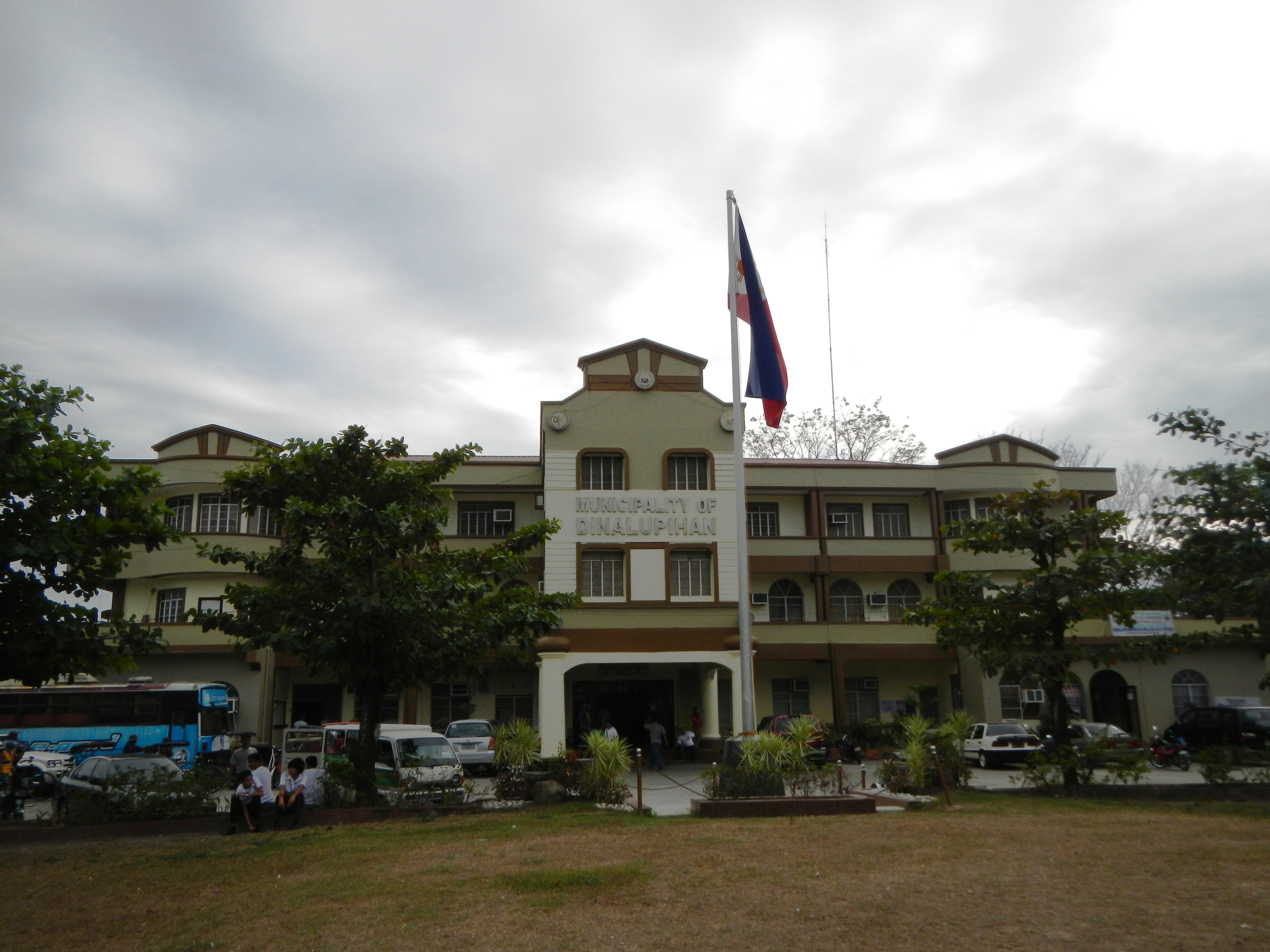
Rathaus von Dinalupihan

| - Bangal - Bonifacio (Pob.) - Burgos (Pob.) - Colo - Daang Bago - Dalao - Del Pilar (Pob.) - Gen. Luna (Pob.) - Gomez (Pob.) - Happy Valley - Kataasan - Layac - Luacan - Mabini Proper (Pob.) - Mabini Ext. (Pob.) - Magsaysay Street | - Naparing - New San Jose - Old San Jose - Padre Dandan (Pob.) - Pag-asa - Pagalanggang - Pentor - Pinulot - Pita - Rizal (Pob.) - Roosevelt - Roxas (Pob.) - Saguing - San Benito - San Isidro (Pob.) - San Pablo (Bulate) | - San Ramon - San Simon - Santo Niño - Sapang Balas - Tabacan - Torres Bugauen (Pob.) - Tucop - Zamora (Pob.) - Aquino - Bayan-bayanan - Maligaya - Payangan - Pentor - Tubo-tubo - Jose C. Payumo, Jr. |

## Söhne und Töchter
- Manuel Sobreviñas (1924–2020), römisch-katholischer Bischof von Imus